# Geraardsbergen
Geraardsbergen (fr. Grammont, niem. Gerhardsbergen) – miasto w zachodniej Belgii, w Regionie Flamandzkim, w prowincji Flandria Wschodnia, w okręgu Aalst. Leży nad rzeką Dender.

## Podział administracyjny
W skład miasta wchodzi 15 dzielnic (deelgemeente):
- Goeferdinge
- Grimminge
- Idegem
- Moerbeke
- Nederboelare
- Nieuwenhove
- Onkerzele
- Ophasselt
- Overboelare
- Schendelbeke
- Smeerebbe-Vloerzegem
- Viane
- Waarbeke
- Zandbergen
- Zarlardinge